# 鼓浪屿区
鼓浪屿区（1945年9月—2003年5月）是福建省厦门市历史上的一个市辖区。
1945年9月抗日战争胜利后，厦门市政府正式接收鼓浪屿，设置鼓浪屿区，下设18个保。1945年10月，鼓浪屿区辖：龙头、龙美、市场、大埭、乌埭、上礁、下礁、日光岩、鸡山、笔山、东山、延平、安海、鹭江、澳西、澳东、澳南、澳北等保。1947年1月，鼓浪屿区保甲整编，缩为鸡山、笔山、鹿礁、延平、澳东、澳西、龙头、市场、大埭、乌埭10个保。
中华人民共和国初期，原有的10个保改为10个街政委员会。1954年，缩编为龙头、笔山、鹿礁、延平、内厝澳5个街政委员会。1955年3月，街政委员会改名为街道办事处，5个街道委员会合并为龙头、鹿礁、内厝澳3个街道办事处。公社化时期，3个街道办事处合并成为1个公社，仍称鼓浪屿公社。1980年，鼓浪屿设2个街道办事处，下辖11个居委会，其中龙头街道办事处有龙头、市场、鹿礁、延平、旗山、大埭6个居委会，内厝街道办事处有笔山、鸡山、福祥、内厝、四松5个居委会。1980年代，撤销龙头、内厝澳2个街道办事处，11个居委会直属鼓浪屿区政府管辖。2003年5月，撤销鼓浪屿区，其行政区域划归思明区管辖，设鼓浪屿街道。在这之前鼓浪屿区是全国面积最小、人口最少的副厅级行政区。